# La Peixateria (el Morell)
La Peixateria és una obra racionalista del Morell (Tarragonès) inclosa a l'Inventari del Patrimoni Arquitectònic de Catalunya.

## Descripció
La peixateria del Morell és un edifici singular de la primera part del segle xx. Fou construïda per l'arquitecte Pablo Montsió, que fou qui va estructurar el plànol de l'eixample del poble, l'any 1926.
La peixateria és un edifici d'estil racionalista, dels pocs que es poden veure per aquestes viles de tan aviat.
Té una porta d'accés a la botiga de forma quadrada i al seu costat podem observar la font d'aigua del poble. La teulada és una planxa de ciment de forma irregular que augmenta de volum cap al costat del front.
També, a la façana es poden observar tres contraforts construïts, amb carreus, que separen l'espai.
Molt característic de la botiga és el seu emplaçament, ja que està situada tot just sota el jardí del castell dels Montoliu, és a dir, està excavat als baixos del mateix.